# Lafayette (Minnesota)
Lafayette es una ciudad ubicada en el condado de Nicollet en el estado estadounidense de Minnesota. En el Censo de 2010 tenía una población de 504 habitantes y una densidad poblacional de 168,77 personas por km².

## Geografía
Lafayette se encuentra ubicada en las coordenadas 44°26′50″N 94°23′36″O / 44.44722, -94.39333. Según la Oficina del Censo de los Estados Unidos, Lafayette tiene una superficie total de 2.99 km², de la cual 2.99 km² corresponden a tierra firme y (0%) 0 km² es agua.

## Demografía
Según el censo de 2010, había 504 personas residiendo en Lafayette. La densidad de población era de 168,77 hab./km². De los 504 habitantes, Lafayette estaba compuesto por el 97.82% blancos, el 0% eran afroamericanos, el 0.2% eran amerindios, el 0.2% eran asiáticos, el 0% eran isleños del Pacífico, el 1.19% eran de otras razas y el 0.6% pertenecían a dos o más razas. Del total de la población el 2.38% eran hispanos o latinos de cualquier raza.